# Cantata misericordium
De Cantata misericordium (opus 69) is een compositie van Benjamin Britten.
Het werk werd groots aangekondigd in het programma dat hoorde bij de Proms van 1963. Britten zou ter gelegenheid van (bijna) zijn 50e verjaardag een nieuw werk dirigeren. Het nieuws sloeg in want een jaar eerder was War Requiem in dezelfde serie uitgevoerd. 
De oorsprong van het werk was anders. Het titelblad vermeldt namelijk: 'In honorem Societatis Crucis Rubrae kalendis septembribus A.S. MCMLXIII sollemnia saecularia Genave celebrantis hoc opus compositum illo primum die auditum est' 'To Fidelity Cranbrook' (dit werk is gecomponeerd voor en zou in première gaan tijdens de ceremonie ter gelegenheid van de herdenkingsdag van het 100-jarig bestaan van het Rode Kruis in Genève op 1 september 1963. Fidelity Cranbrook was Brittens steun en toeverlaat bij het Aldeburgh-muziekfestival. Ernest Ansermet gaf leiding aan Peter Pears en Dietrich Fischer-Dieskau met het "Le Motet de Geneve" en Orchestre de la Suisse Romande in de eerste uitvoering op 1 september 1963 in Geneve.
Op 12 september 1963 voerde Britten het werk zelf uit in een avond gevuld met Brittens muziek. Britten gaf leiding aan (opnieuw) Peter Pears, Thomas Hemsley, de BBC Singers en het BBC Symphony Orchestra. Andere werken die die avond gespeeld werden, waren Chaconne in g mineur en Spring Symphony. De tekst voor de Cantata misericordium werd geleverd door Patrick Wilkinson. Het tempo is andante.  
Orkestratie
- solo tenor, bariton
- koor
- strijkkwartet
- strijkorkest bestaande uit violen, altviolen, celli, contrabassen
- pauken,  harp,  piano

## Discografie
- Uitgave Chandos: John Mark Ainsley (tenor), Stephen Varcoe (bariton), Britten Singers, City of London Sinfonia o.l.v. Richard Hickox (opname 1990)